# A-Teen
A-TEEN (hangul: 에이틴, RR: Eitin), es una serie web surcoreana transmitida del 1 de julio del 2018 hasta el 16 de septiembre del 2018 por medio de Naver TV Cast.
En febrero del 2019 se anunció que la serie había sido renovada para una segunda temporada titulada A-TEEN 2, la cual fue estrenada el 25 de abril del 2019.

## Historia
La serie sigue a 6 amigos, un grupo de jóvenes estudiantes y cómo cada uno de ellos pasan por su adolescencia.

## Reparto

#### Personajes principales
| Actor         | Personaje   | Ocupación  | N.º de episodios | Duración |
| ------------- | ----------- | ---------- | ---------------- | -------- |
| Shin Ye-eun   | Do Ha-na    | Estudiante | 24               | 2018     |
| Lee Na-eun    | Kim Ha-na   | Estudiante | 24               | 2018     |
| Shin Seung-ho | Nam Shi-woo | Estudiante | 24               | 2018     |
| Kim Dong-hee  | Ha Min      | Estudiante | 24               | 2018     |
| Kim Su-hyun   | Yeo Bo-ram  | Estudiante | 24               | 2018     |
| Ryu Ui-hyun   | Cha Gi-hyun | Estudiante | 24               | 2018     |

#### Personajes recurrentes
| Actor         | Personaje     | Ocupación              | N.º de episodios | Duración |
| ------------- | ------------- | ---------------------- | ---------------- | -------- |
| Jo So-bin     | Kim Na-hee    | -                      | -                | 2018     |
| Baek Soo-hee  | Lee Jeong-min | -                      | -                | 2018     |
| Ahn Jung-hoon | Nam Ji-woo    | Hermano de Nam Shi-woo | -                | 2018     |

#### Otros personajes
| Actor      | Personaje  | Ocupación                                                | Episodio donde apareció | Duración |
| ---------- | ---------- | -------------------------------------------------------- | ----------------------- | -------- |
| Kim Si-eun | Park Ye-ji | Asistente de academia privada con Do Ha-na y Kim Jo-yeon | 18                      | 2018     |

#### Apariciones especiales
| Actor                 | Personaje      | Ocupación                   | Episodio donde apareció | Duración |
| --------------------- | -------------- | --------------------------- | ----------------------- | -------- |
| Jo Hye-joo (조혜주)   | -              | Prima de Do Ha-na           | -                       | 2018     |
| Choi Won-myung        | Choi Won-myung | -                           | -                       | 2018     |
| Kang Yul              | -              | -                           | -                       | 2018     |
| Jung Gun-joo          | -              | Maestro de Educación Física | -                       | 2018     |
| Baek Soo-hee (백수희) | Lee Jeong-min  | -                           | 23                      | 2018     |
| Na Jae-min            | -              | Estudiante                  | 20                      | 2018     |
| Lee Je-no             | -              | Estudiante                  | 20                      | 2018     |
| Ddotty                | -              | Comentarista de Videojuegos | -                       | 2018     |

## Episodios
La primera temporada de la serie se estrenó el 1 de julio del 2018 y estuvo conformada por 24 episodios, los cuales fueron emitidos todos los miércoles y domingos a las 19:00 KST, hasta el final de la temporada el 16 de septiembre del 2018.
| N.º | Título                                            | Fecha de Emisión         |
| --- | ------------------------------------------------- | ------------------------ |
| 1   | Unordinary, in Truth, Not Wanting to Be Ordinary  | 1 de julio de 2018       |
| 2   | When Someone Talks Behind My Back                 | 3 de julio de 2018       |
| 3   | Getting Over an Ex Who Cheated on You             | 4 de julio de 2018       |
| 4   | I Was Asked Out During Finals                     | 8 de julio de 2018       |
| 5   | Reason Why Friends Fight During Finals            | 11 de julio de 2018      |
| 6   | Reason Why It's Scary When a Quiet One Gets Upset | 15 de julio de 2018      |
| 7   | Signs That Mean He's Into Her                     | 18 de julio de 2018      |
| 8   | When You Feel Left Out By Your Friends            | 22 de julio de 2018      |
| 9   | When Close Friends Are About to Cut Ties          | 25 de julio de 2018      |
| 10  | When Someone Makes a Move on My Crush             | 29 de julio de 2018      |
| 11  | When a Man Gets Crazy Jealous                     | 1 de agosto de 2018      |
| 12  | He Makes My Heart Flutter                         | 5 de agosto de 2018      |
| 13  | I Stayed Up All Night With My Crush               | 8 de agosto de 2018      |
| 14  | Parents That Play Favorites                       | 12 de agosto de 2018     |
| 15  | A Close Friend That I Can't Stand                 | 15 de agosto de 2018     |
| 16  | How to Tell If a Guy Likes You                    | 19 de agosto de 2018     |
| 17  | When You Confess Your Feelings About Her          | 22 de agosto de 2018     |
| 18  | My Closest Friend Has Lied To Me                  | 26 de agosto de 2018     |
| 19  | It Makes Me Hate You, When I Love You So Much     | 29 de agosto de 2018     |
| 20  | When My Friend Suspects Me In Front Of Others     | 2 de septiembre de 2018  |
| 21  | My School Life Is Falling Apart                   | 5 de septiembre de 2018  |
| 22  | Can We Be Friends Again After Having a Big Fight? | 9 de septiembre de 2018  |
| 23  | Unforgettable First Kiss.txt                      | 12 de septiembre de 2018 |
| 24  | The One And Only People In My Eighteen            | 16 de septiembre de 2018 |

## Spin-off
En febrero del 2019 se anunció que la serie tendría una segunda temporada A-TEEN 2, la cual fue estrenada el 25 de abril del 2019 y está conformada por 20 episodios. Durante la segunda temporada regresarán Shin Ye-eun, Kim Dong-hee, Shin Seung-ho, Lee Na-eun, Kim Su-hyun y Ryu Ui-hyun, a ellos se les unirán Choi Bo-min y Kang Min-ah.
En septiembre del 2019 se estrenó I Have a Secret y está conformada por 12 episodios; trata de unos estudiantes de primer año, donde cada uno con sus propios secretos y se harán amigos. Esta protagonizada por Kim Nu Ri, Kim Seo Yeon, Lee Jin Sol, Jung Su Bin de Victon, Kim Min Chul y Minami Riho.

## Música
La banda sonora original fue lanzada por "Loen Entertainment" y estuvo conformada por 4 canciones.

### Parte 1
| N.º | Intérprete | Canción                 | Duración |
| --- | ---------- | ----------------------- | -------- |
| 1   | So Soo-bin | You, Again (자꾸만, 너) | 3:49     |
| 2   |            | You, Again (Inst.)      | 3:49     |

### Parte 2
| N.º | Intérprete | Canción                              | Duración |
| --- | ---------- | ------------------------------------ | -------- |
| 1   | So Soo-bin | I'll Be Your Star (넌 내게 특별하고) | 3:24     |
| 2   |            | I'll Be Your Star (Inst.)            | 3:24     |

### Parte 3
| N.º | Intérprete | Canción | Duración |
| --- | ---------- | ------- | -------- |
| 1   | Seventeen  | A-Teen  | 3:16     |

### Parte 4[9]
| N.º | Intérprete | Canción                     | Duración |
| --- | ---------- | --------------------------- | -------- |
| 1   | Motte      | Don't Run Away (도망가지마) | 4:08     |
| 2   |            | Don't Run Away (Inst.)      | 4:08     |

## Premios y nominaciones
| Año  | Categoría               | Premio              | Nominado | Resultado |
| ---- | ----------------------- | ------------------- | -------- | --------- |
| 2019 | Best V Original (Drama) | Global V LIVE Award | A-TEEN   | Ganó      |

## Producción
La serie web contó con el director Han Soo-ji (한수지), el escritor Kim Sa-ra (김사라), así como con el apoyo de la producción ejecutiva Song Joo-sung (송주성).
Contó con el apoyo de la compañía de producción "PlayList" y "PlayList Global".

### Recepción
A su estreno la serie web acumuló más de seis millones de visitas entre el primer mes y medio.